# Luís Caetano
Luís Caetano é um locutor de rádio português, que se destacou pelo seu contributo na emissora Antena 2.

## Biografia
Nasceu na cidade de Figueira da Foz. A sua formação inclui uma licenciatura em Ciências da Comunicação pela Universidade Autónoma de Lisboa, tendo frequentado igualmente o Centro Protocolar de Formação Profissional para Jornalistas.
Trabalha principalmente na emissora de rádio Antena 2, tendo sido o autor e apresentador de diversos programas, como A Força das Coisas, Um Certo Olhar, A Ronda da Noite, Última Edição, A Vida Breve, e Jazz a 2. Naquela emissora, também foi responsável pelos programas Acordar a 2, Allegro Vivace e A...gosto de. Colaborou igualmente com Ana Luísa Amaral no programa O som que os versos fazem ao abrir, sobre poesia. Trabalhou igualmente para o canal de televisão RTP 2, onde foi editor e apresentador do noticiário cultural Diário Câmara Clara, além de ter sido o jornalista residente da emissão semanal do programa Câmara Clara, entre 2007 e 2012. No canal RTP 3, foi um dos criadores e apresentadores do programa Todas as Palavras. Também foi narrador em séries de televisão, como Grandes Livros e A República. Foi o autor do documentário Encompassing The Globe, lançado no Canal 2 em 2010, e em 2019 publicou o livro de entrevistas Debaixo da Língua.
Como jornalista, esteve presente em vários eventos culturais, tanto em Portugal como no estrangeiro, incluindo diversas edições da Feira do Livro de Frankfurt, dos Concertos Promenade em Londres, da Folle Journée em Nantes. A nível nacional, cobriu os encontros Correntes d’Escritas, Literatura em Viagem e Escritaria. Em 2015 foi moderador do debate Três caras de Orpheu na Casa Fernando Pessoa, em Lisboa, organizada no âmbito da exposição Nós, os de Orpheu, em parceria com o Instituto Camões. Nesse ano, foi um dos artistas convidados para uma sessão de homenagem ao poeta Herberto Helder, no Cinema Monumental, em Lisboa. Em 2017 entrevistou a jornalista e escritora bielorrussa Svetlana Alexijevich, no âmbito do Festival Literário da Madeira, no Funchal. Nesse ano, também foi moderador no debate O Corpo e o Mal, organizado como parte da Feira do Livro do Porto. Em 2023, voltou a ser moderador num encontro na Casa Fernando Pessoa, desta vez em homenagem a Ana Luísa Amaral, que tinha falecido em 2022. Também nesse ano, foi moderador no debate Do Atlântico ao Índico, organizado como parte do Festival Literário Lisboa 5L. Em 2024, foi um dos artistas convidados no evento Maratona de Leitura, na Sertã.
Em 7 de Março de 2019, foi distinguido com o Prémio de Jornalismo Cultural da Sociedade Portuguesa de Autores, em «reconhecimento da qualidade e pluralidade do seu trabalho» na Antena 2. Durante a cerimónia, o locutor de rádio Francisco Mateus descreveu Luís Caetano «oferece-nos diariamente a Cultura através da Rádio», sendo o «autor dos mais belos e interessantes programas da Rádio em Portugal», que eram «um precioso refúgio», numa época «em que tudo o que é precioso se tornou demasiado raro». Também recebeu o Prémio Fahrenheit Rádio da União de Editores Portugueses em 2007, e em 2009 os prémios Jornalista ou Imprensa de Edição da Revista Ler/Booktailors, e Pró-Autor da Sociedade Portuguesa de Autores.